# Firstborn
Pour plus de détails, voir Fiche technique et Distribution.
Firstborn (litt. « Aîné ») est un film américain réalisé par Michael Apted, sorti en 1984.

## Synopsis
Jake (Christopher Collet), l'aîné de 16 ans, est l'homme de la maison depuis le divorce de ses parents, il y a deux ans. Il est heureux avec sa mère, Wendy (Teri Garr), et son petit frère, Brian (Corey Haim), dans une grande maison. Tout change lorsque les enfants découvrent, un matin, un inconnu dans leur maison. Ce dernier explique qu'il s'appelle Sam (Peter Weller) et qu'il est le petit ami de leur mère qui dort encore. Malgré ces explications confuses, Jake ne le sent pas du tout : sa mère est victime d'une relation toxique, et surtout du fait que Sam est à la fois alcoolique et drogué. Il doit faire face à cet homme violent qui veut prendre sa place.

## Fiche technique
Sauf indication contraire, les informations mentionnées dans cette section peuvent être confirmées par la base de données cinématographiques IMDb,  présente dans la section « Liens externes ».
- Titre original : Firstborn
- Réalisation : Michael Apted
- Scénario : Ron Koslow
- Musique : Michael Small
- Décors : Paul Sylbert
- Costumes : Colleen Atwood
- Photographie : Ralf D. Bode
- Montage : Arthur Schmidt
- Production : Paul Junger Witt et Tony Thomas
- Production déléguée : Stanley R. Jaffe et Sherry Lansing
- Coproduction : Ron Koslow
- Sociétés de production : Jaffe-Lansing Production ; Witt/Thomas Productions et Paramount Pictures (coproductions)
- Société de distribution : Paramount Pictures (États-Unis)
- Pays de production :  États-Unis
- Genre : drame, thriller
- Durée : 103 minutes
- Dates de sortie :
  - États-Unis, Québec[1] : 26 octobre 1984
  - France : 7 mai 2020 (VAD)[2]

## Distribution
- Teri Garr : Wendy Livingston
- Peter Weller : Sam
- Christopher Collet : Jake Livingston
- Corey Haim : Brian Livingston
- Sarah Jessica Parker : Lisa
- Robert Downey Jr. : Lee
- Chris Gartin : Adam
- James Harper : M. Rader, le prof
- Richard E. Szlasa : le coach Gant
- Richard Brandon : Alan, le père de Jake et Brian
- Gayle Harbor : Joanne
- Ellen Barber : Pat, l'amie de Wendy
- Larry Atlas : l'inconnu
- Beverly May : Mme Mercer
- Brian Lima : Robby
- J.D. Roth : Ken
- Sara Inglis : Jill
- Christopher Russo : Beckman
- Josh Hamilton : Brad
- Jason Berger : Jeffrey

## Production

### Attribution des rôles
En octobre 1983, on apprend que le projet du film First Born se fera avec Teri Garr et Tom Berenger. À la suite d'un accident de voiture survenu à Norwalk (Connecticut), ce dernier sera remplacé par Peter Weller en avril 1984.
Y apparaissent les jeunes acteurs débutants Christopher Collet et Corey Haim, pour qui c'est le premier long métrage, dans les rôles des enfants de Wendy Livingston, Jake et Brian, ainsi que Sarah Jessica Parker et Robert Downey Jr..

### Tournage
Le tournage a lieu entre le 16 avril et septembre 1984, aux studios de Kaufman Astoria à New York pour les intérieurs, ainsi qu'à Wayne, au New Jersey, pour la maison familiale, et à Bronxville pour l'école de Jake dans l'État de New York,.

### Musique
La musique du film est composée par Michael Small, dont la bande originale est sortie par EMI America en 1984 :
Liste de pistes
Face A
1. No Guarantees, de The Nobodys (4:02)
2. Why Is It So Hard?, de Talk Talk (4:16)
3. Gimme Some Lovin', de The Spencer Davis Group (2:52)
4. Politics of Dancing, de Re-Flex (6:37)
5. The Night They Drove Old Dixie Down, de The Band (3:30)

Face B
1. Gimme Gimme Good Lovin', de Helix (3:25)
2. Your Stars, d'Anthony More (5:53)
3. Blueberry Hill, de Fats Domino (2:19)
4. It's My Life, de Talk Talk (3:52)
5. There Is A Nation, de Wang Chung (3:37)

## Accueil
Il reçoit un accueil mitigé de la critique, obtenant un score moyen de 56 % sur Metacritic.